# Bělkovice-Lašťany
Bělkovice-Lašťany là một làng thuộc huyện Olomouc, vùng Olomoucký, Cộng hòa Séc.